# CS Cartaginés
Club Sport Cartaginés ist ein Fußballverein aus Cartago, Provinz Cartago, Costa Rica. Cartaginés ist einer der ältesten und traditionsreichsten Fußballklubs Costa Ricas und aktueller Pokalsieger.

## Geschichte
Der Klub wurde am 1. Juli 1906 gegründet und ist eines der sieben Gründungsmitglieder der Primera División de Costa Rica.
Besonders in den ersten Jahrzehnten konnte Cartaginés gute Platzierungen in der höchsten costa-ricanischen Fußballliga erreichen, darunter auch die drei Meisterschaftsgewinne 1923, 1936 und 1940.
1994 gelang es Cartaginés sich gegen die besten Teams der Region durchzusetzen und den CONCACAF-Champions’ Cup zu gewinnen.
Seit diesem letzten Erfolg Cartagos geht es sportlich in regelmäßigem Wechsel auf- und abwärts, 2008 konnte Cartaginés beispielsweise dem Abstieg nur knapp entringen.
Im August 2014 gelang es Cartago mit der Copa Popular 2014 erstmals seit 1983 wieder den nationalen Pokalwettbewerb zu gewinnen. 2015 konnte der Pokal verteidigt werden.

## Stadion
CS Cartaginés trägt seine Heimspiele im sich im Zentrum Cartagos befindenden Estadio José Rafael Meza Ivankovich aus. Das Stadion befindet sich in Vereinsbesitz und hat Platz für 12.500 Zuschauer.

## Erfolge
- Champions League (CONCACAF Champions League) (1×): 1994
- Meister (Liga de Fútbol de Primera División) (3×): 1923, 1936, 1940
- Pokalsieger (Torneo de Copa de Costa Rica) (5×): Copa Gastón Michaud 1963, Copa Campeón de Campeones 1979, Copa Asamblea Legislativa 1983, Copa Popular 2014, Torneo de Copa Banco Popular 2015

## Trainer
- Hernán Medford (2019)